# Igreja Maronita
A Igreja Siríaca Maronita de Antioquia (em siríaco: ܥܕܬܐ ܣܘܪܝܝܬܐ ܡܪܘܢܝܬܐ ܕܐܢܛܝܘܟܝܐ‎ ʿīṯo suryaiṯo māronaiṯo d'anṭiokia; em árabe: الكنيسة الأنطاكية السريانية المارونية  al-Kanīsa al-Anṭākiyya al-Suryāniyya al-Māruniyya; em latim: Ecclesia Maronitarum)  é uma Igreja particular sui iuris católica, de rito siríaco ocidental, em plena comunhão com a Igreja Católica, cujo Patriarca é Mar Béchara Boutros Raï. Sua origem remonta à comunidade fundada por Maron, um monge siríaco-arameu do século IV venerado como santo. O primeiro patriarca maronita, São João Marun, foi eleito no final do século VII.
Embora com número relativamente reduzido hoje em dia, os Maronitas ainda são um dos principais grupos etnorreligiosos no Líbano. A Igreja Maronita afirma que, desde o começo, sempre teve comunhão com as Igrejas Católicas. Esta comunhão foi reafirmada de fato em 1182, quando passou a haver comunicação entre as Igrejas Maronita e Romana. Em novembro de 2012, o Papa Bento XVI nomeou o Patriarca Maronita Bechara Boutros al-Rai como Cardeal.

## Igreja Maronita

### Características
Tradicional no Líbano, a Igreja Maronita possui ritual próprio, diferente do rito litúrgico latino adotado pela maioria dos católicos ocidentais. O rito oriental maronita, que pertence à tradição litúrgica de Antioquia, prevê a celebração da missa em língua siríaca, um dialeto aramaico ocidental.

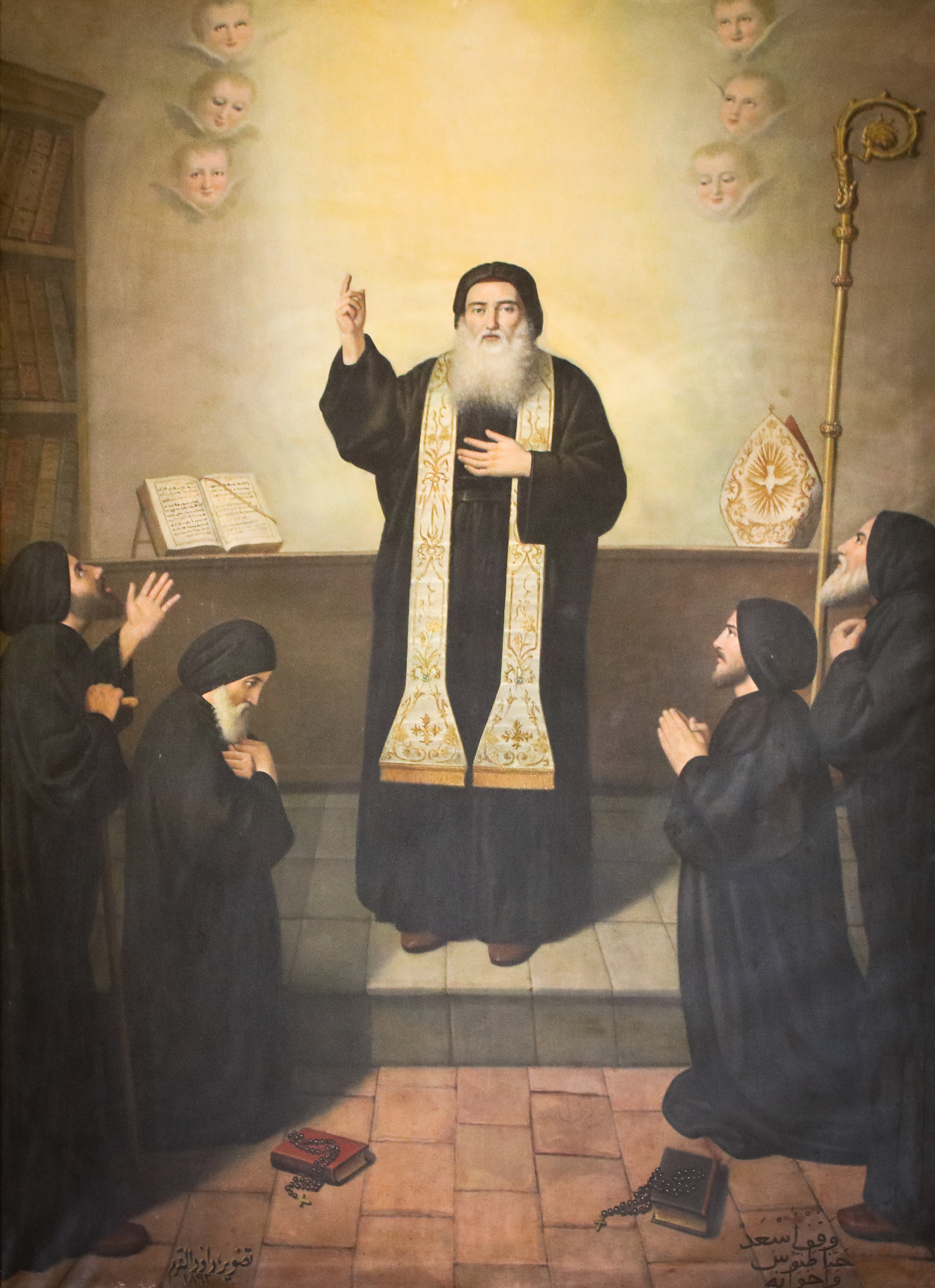
São Maron do Líbano, fundador da Igreja Maronita

Os maronitas tiveram vários de seus religiosos canonizados ou beatificados pela Igreja Católica, como São Maron (o fundador da Igreja Maronita), São Charbel, Santa Rafqa Pietra Choboq Ar-Rayès e, mais recentemente, São Nimatullah Kassab Al-Hardini.

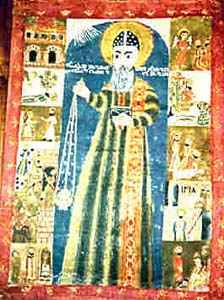
Santo Efrém da Síria.

Atualmente, existem cerca de 3 milhões de maronitas dispersos em todo o mundo (dos quais 1,4 milhões são ainda habitantes do Líbano, constituindo cerca de 35% da população deste país do Médio Oriente). Contudo, como para efeitos políticos o Líbano se rege pelos dados do recenseamento de 1932, que dava os maronitas como principal comunidade, a Constituição prevê que o cargo de Presidente da República esteja reservado a um maronita. O actual é Michel Aoun. Desde 1895, a Igreja Maronita possui um Vicariato Patriarcal em Jerusalém. A Igreja Maronita é governada por um Patriarca (o Patriarca Católico Maronita de Antioquia, sendo atualmente o Mar Bechara Boutros Raï), juntamente com o seu Sínodo, mas sempre sob a supervisão do Papa.